# メアリー・バーンズ
メアリー・バーンズ（英語: Mary Burns、1821年9月29日 - 1863年1月7日）は、アイルランド人女工で、ドイツの思想家フリードリヒ・エンゲルスの事実婚相手である。